# Vladimir Kiselev
Vladimir Kiselev, född 10 november 1974 är en rysk längdåkare och skidskytt.

## Vinster
- Guld vid paralympiska vinterspelen 2006, skidskytte 12,5 km sittande
- Guld vid paralympiska vinterspelen 2006, skidskytte 7,5 km sittande